# Chez des amis
Chez des amis (en russe : Архиерей, U znakomykh) est une nouvelle de l'écrivain russe Anton Tchekhov ; elle est parue en 1898.

## Composition
La nouvelle paraît en février 1898 dans la revue internationale Cosmopolis, Tome IX, no 26.

## Résumé
Micha, le narrateur, se rend dans la propriété des Lossev qui cherchent à éviter la ruine et espèrent que leur hôte se décidera enfin à épouser la cadette Nadejda.

## Éditions
: document utilisé comme source pour la rédaction de cet article.
- (ru + fr) Anton Tchekhov (trad. Wladimir Troubetzkoy), Chez des amis [« У знакомых »], La Fiancée et autres nouvelles, Paris, Garnier Flammarion, coll. « Littérature classique »,‎ 30 novembre 1993 (1re éd. 1993), 183 p. (ISBN 978-2-08-070710-9)
- (ru + fr) Anton Tchekhov (trad. Lily Denis), Chez des amis [« У знакомых »], Le Malheur des autres, Paris, Gallimard, coll. « Du monde entier »,‎ 10 juin 2004 (1re éd. 2004), 324 p. (ISBN 978-2-07-074642-2)